# J.E.H. MacDonald
J.E.H. MacDonald, właśc. James Edward Hervey MacDonald (ur. 12 maja 1873 w Durham, Anglia, zm. 26 listopada 1932 w Toronto, Ontario) – kanadyjski malarz, członek założyciel Grupy Siedmiu, jeden z czołowych kanadyjskich grafików i popularny nauczyciel sztuki, a także poeta i kaligraf. Jego prace projektowe pozostawały pod silnym wpływem członków ruchu Arts and Crafts z Anglii i Kanady, zwłaszcza Williama Morrisa.

## Życiorys
MacDonald, syn stolarza mebli artystycznych, wyemigrował w 1887 roku z całą rodziną do Hamilton, w Ontario. Po odbyciu praktyki w firmie litograficznej w Toronto w wieku szesnastu lat pracował jako projektant reklamowy, najpierw w Grip Printing and Publishing (od 1895 do 1903), później w Carlton Studio w Londynie (od 1903 do 1907) i ponownie w Grip (od 1907). W wieku 26 lat MacDonald ożenił się z Joan Lavis, studentką McMaster University; w 1901 urodził im się syn Thoreau. W 1912 MacDonald zrezygnował z malowania w pełnym wymiarze godzin, ale pracował jako niezależny projektant do 1921. Podczas praktyki studiował pod okiem Johna Irelanda i Arthura Heminga w Hamilton School of Art, a potem wraz z GA Reidem i Williamem Cruikshankiem w Central Ontario School of Art and Design (obecnie the Ontario College of Art and Design). Działał w Arts and Letters Club w Toronto, był członkiem Towarzystwa Artystów Ontario (Ontario Society of Artists) i Królewskiej Kanadyjskiej Akademii Sztuk.
MacDonald namalował dekoracje do domu Jamesa MacCalluma w Georgian Bay (1915) i kościoła św. Anny w Toronto (1923). Swoje obrazy malował na podstawie szkiców wykonanych podczas wycieczek do różnych miejsc w Ontario: Georgian Bay i Dystryktu Algomy (1919–1922) oraz do Gór Skalistych (1924–1930).
W 1920 powstała oficjalnie Grupa Siedmiu, a MacDonald był uważany za jej ojca założyciela. Od 1921 wykładał w Ontario College of Art. W listopadzie 1931 doznał udaru mózgu. Na początku 1932 wyjechał z żoną na Barbados, żeby podreperować zdrowie. Zmarł w listopadzie tego samego roku w Toronto. Wkrótce po jego śmierci Grupa Siedmiu rozpadła się.

## Galeria

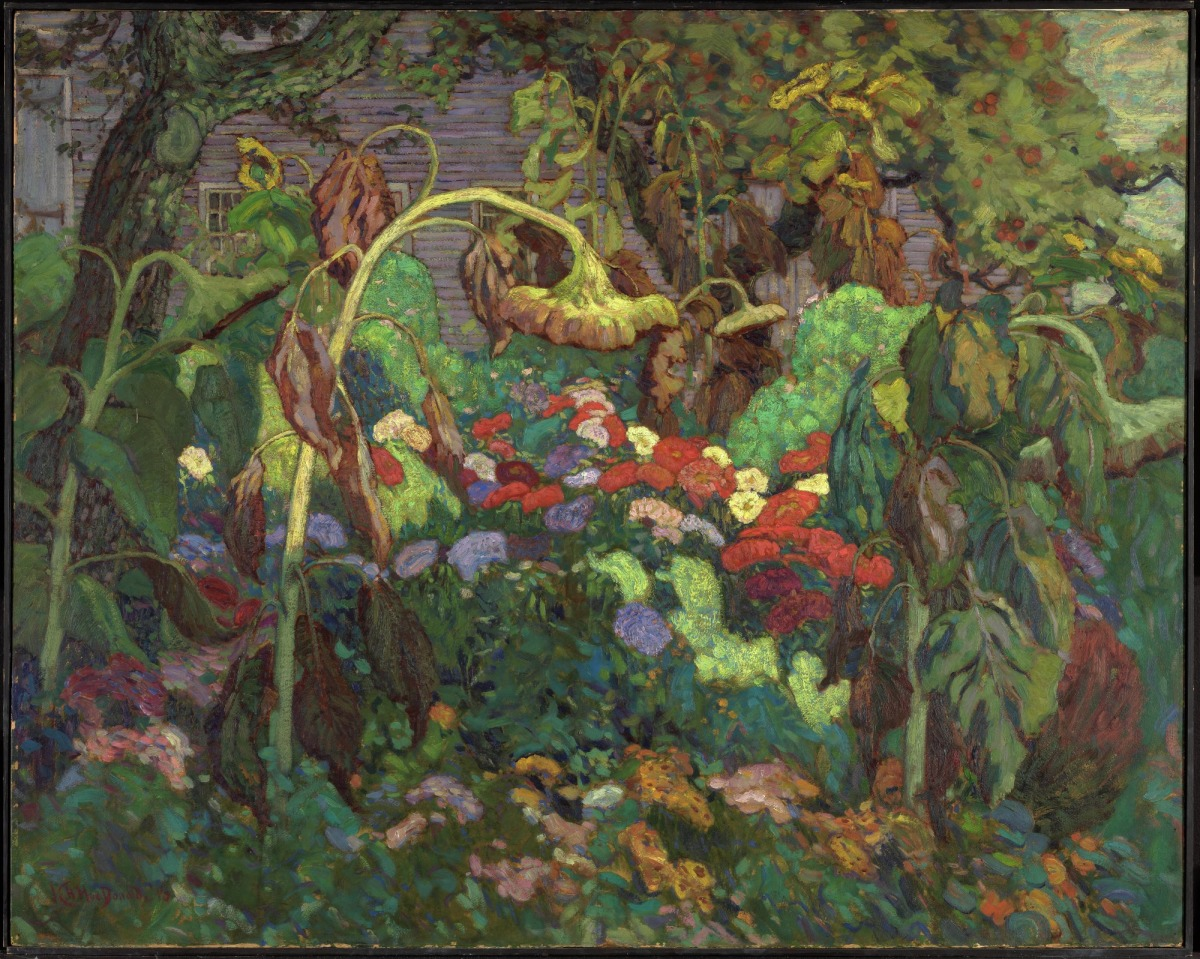
Splątany ogród, 1916, National Gallery of Canada
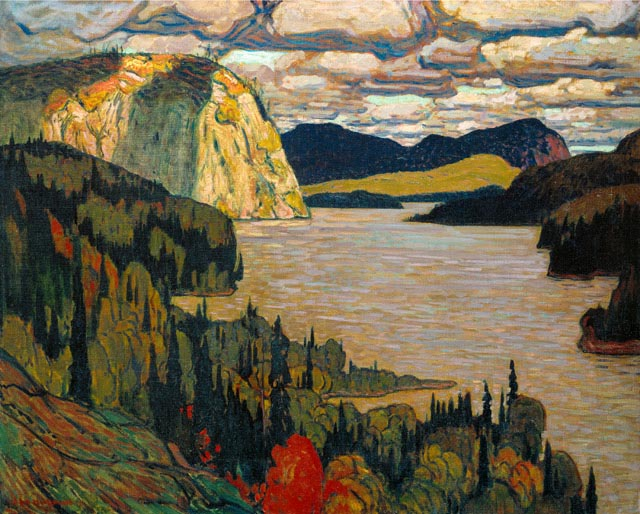
Uroczysta kraina, 1921, National Gallery of Canada
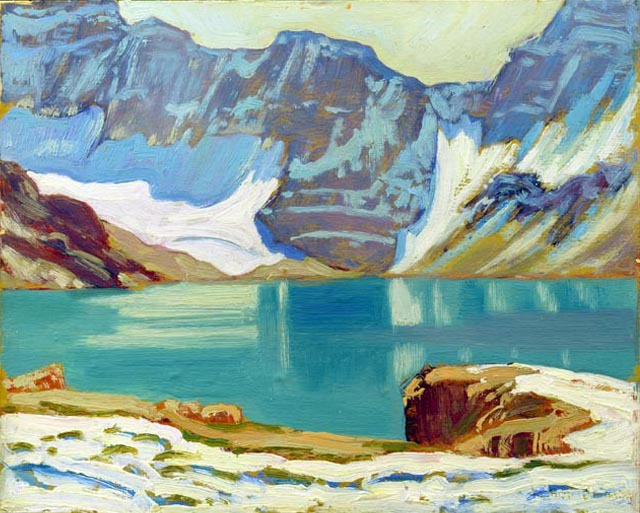
Jezioro McArthura, Park Narodowy Yoho, 1924, National Gallery of Canada
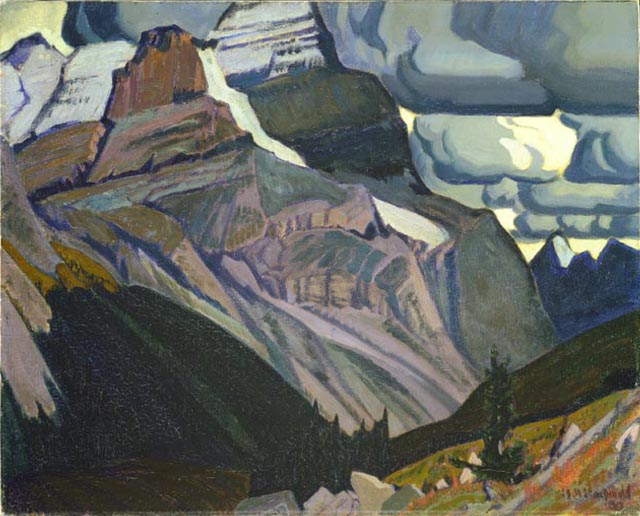
Mroczna jesień, Góry Skaliste, 1930, National Gallery of Canada